# Барсученко, Мария Тимофеевна
Мария Тимофеевна Барсученко (в девич. Литневская; род. 7 апреля 1921 (по другим данным 1922), дер. Литвяки, Добровольский сельсовет, Омская область) — советская железнодорожница, ветеран Великой Отечественной войны. За подвиг, совершённый в качестве стрелочницы станции Дмитров в ходе Битвы за Москву в ноябре-декабре 1941 года награждена орденом Красной Звезды (1942). Почётный гражданин города Дмитрова.
В мае 2019 года в честь ныне живущей М. Т. Барсученко переименована платформа 75 км Савёловского направления Московской железной дороги.

## Биография

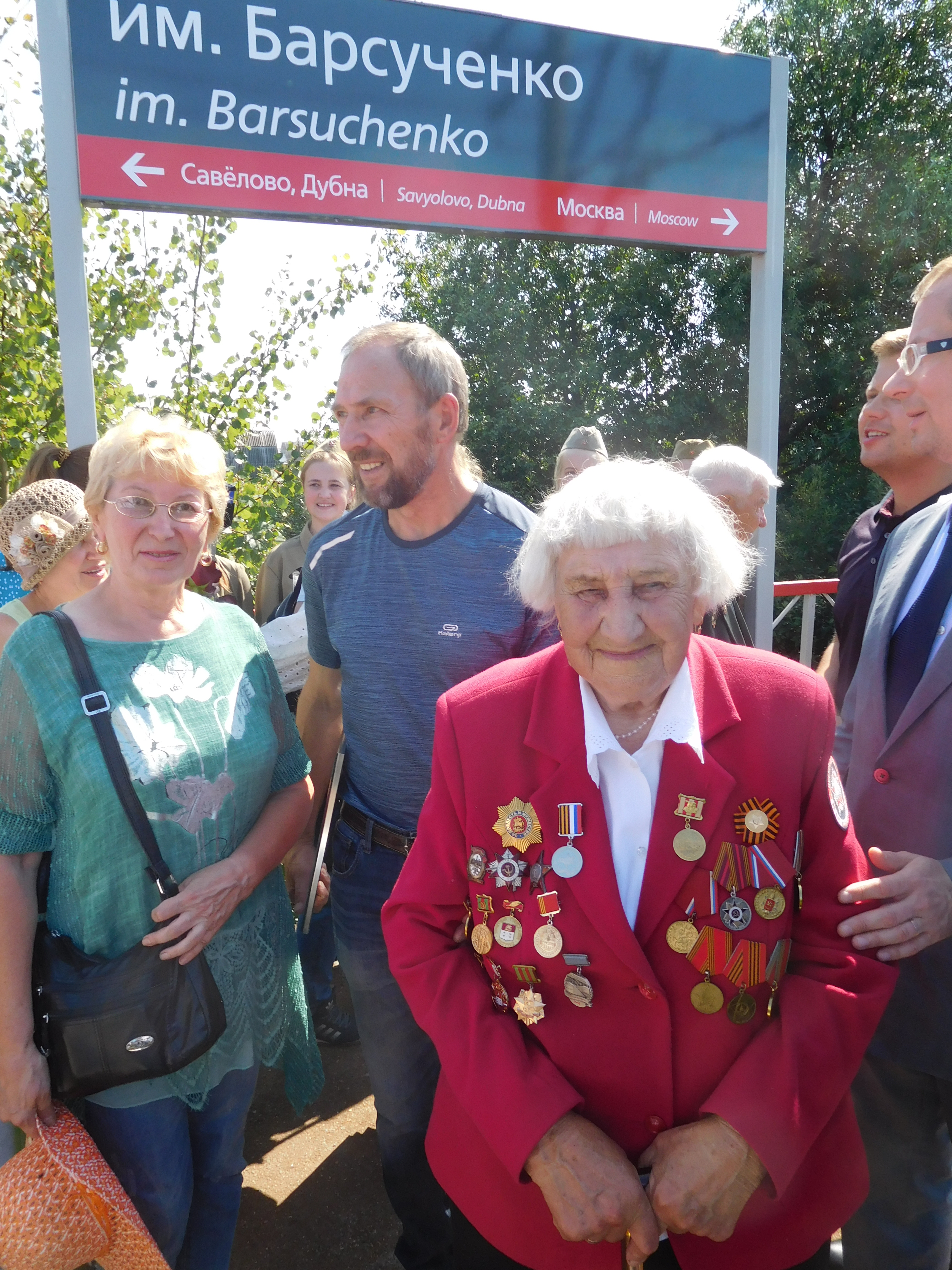
Мария Барсученко на платформе им. Барсученко. 27 июля 2019 года

По собственным словам, Мария Литневская родилась 7 апреля 1922 года в деревне Литвяки Добровольского сельсовета Омской области в многодетной крестьянской семье. В 1939 году, собравшись переехать из Сибири в Подмосковье и начать трудовую деятельность, Мария приписала себе год для получения паспорта (который выдавали в 18 лет). Прибыв к двоюродному брату в посёлок Икша, Мария в поисках работы обратилась к начальнику станции Дмитров — только железная дорога давала тогда переселенцам право на прописку в Подмосковье. Была принята в штат станции стрелочницей. 
В ходе Битвы за Москву под бомбардировками и непрекращающимся огнём обеспечивала приготовление маршрутов и ручной перевод стрелок на станции Дмитров. 28 ноября 1941 года под огнём противника приготовила на станции маршрут, обеспечила манёвренность и продвижение бронепоезда № 73 войск НКВД, который отразил атаку противника и уничтожил 8 танков, что существенно изменило оперативную обстановку в районе города Дмитров и подготовило условия для Контрнаступления под Москвой. За этот подвиг в 1942 году была награждена орденом Красной Звезды. Высокую награду ей вручил в Кремле председатель президиума Верховного Совета СССР М. И. Калинин.
После того, как немецкие войска были отброшены от Москвы, Мария Литневская была направлена на 3-месячную железнодорожную учёбу, работала дежурной по станции Дмитров. В годы войны на станции была участницей селекторных совещаний, которые проводил нарком железных дорог Л. М. Каганович. Летом 1944 года, после освобождения Вильнюса, была направлена в столицу Литовской ССР для помощи в организации работы железнодорожной станции при главном вокзале. После окончания войны вернулась в Дмитров, до 1980 года занималась управлением движением на станции, исполняла обязанности начальника станции Дмитров.
17 мая 2019 года по инициативе Общественно-спортивного движения «Живу спортом» ОАО «РЖД» переименовало остановочный пункт 75-й км Савёловского направления Московской железной дороги в остановочный пункт им. Барсученко. В торжественном мероприятии по переименованию платформы 27 июля 2019 года на месте события приняла участие сама 98-летняя Мария Тимофеевна Барсученко. 
По состоянию на 2025 год проживала в Дмитрове.

## Семья
Выйдя после войны замуж, Мария Тимофеевна Литневская в 1947 году сменила фамилию на Барсученко. Два сына — Анатолий (род. 1949), врач-невропатолог и Сергей (род. 1951), инженер. Имеет 5 внуков, 4 правнуков и одну праправнучку.

## Награды

Мемориальная доска на здании вокзала в Дмитрове

Помимо ордена Красной Звезды, ордена Отечественной войны II степени, Мария Барсученко награждена многими медалями.